# Карнавале
Музей Карнавале́ (фр. Musée Carnavalet) — городской музей истории Парижа, расположенный в двух зданиях — старинном особняке Карнавале (фр. Hôtel de Carnavalet) и соседнем Ле-Пелетье-де-Сен-Фаржо (фр.), возведённом в конце XVII века. Музей находится в 3-м округе французской столицы, в квартале Маре.

## История здания
Здание было построено Пьером Леско в 1548—1560 годах. В 1578 году дом был приобретён богатой вдовой из Бретани по имени Франсуаза де Керневенуа (фр. Françoise de Kernevenoy), и по несколько искажённой фамилии этого семейства дом получил своё название.
В дальнейшем в особняке Карнавале жили многие известные и знатные люди, но наибольшую известность он получил в конце XVII века, когда в 1677—1696 годах здесь жила маркиза де Севинье. В XIX веке в Карнавале располагалось училище дорожного и мостового строительства, а в 1866 году по предложению барона Османа здание было приобретено городским управлением Парижа для размещения исторической библиотеки и музея.
В 1965—1966 годах в нём снимались эпизоды известного американского фильма «Как украсть миллион» c популярными актёрами  Одри Хепбёрн и  Питером О’Тулом.
В 1989 году в состав музея включён и соседний особняк Ле-Пеллетье-де-Сен-Фаржо (фр. Le Pelletier de Saint-Fargeau).

## Отделы
С 2000 года в ведении музея Карнавале находится археологический музей Собора Парижской Богоматери. С 2002 года к музею также относятся парижские катакомбы.